# Жил Лелуш
Жил Лелуш (фр. Gilles Lellouche; Савињи сир Орж, 5. јул 1972) француски је глумац.

## Биографија
Рођен је 5. јула 1972. године у Савињи сир Оржу. Отац му је Алжирац и Јевреј, а мајка Иркиња. Има брата Филипа који је такође глумац. Између 2002. до 2013. био је у вези са глумицом Мелани Дуте. Дана 5. септембра 2009. добили су ћерку Аву.

## Филмографија
| Улоге Жила Лелуша |                                       |               |                |          |
| Година            | Српски назив                          | Изворни назив | Улога          | Напомена |
| 2006.             | Не реци ником                         |               | Бруно          |          |
| 2017.             | Човек са гвозденим срцем              |               | Вацлав Моравек |          |
| 2023.             | Астерикс и Обеликс: Средње краљевство |               | Обеликс        |          |